# Ifni
Koordinaten: 29° 22′ 0″ N, 10° 11′ 0″ W

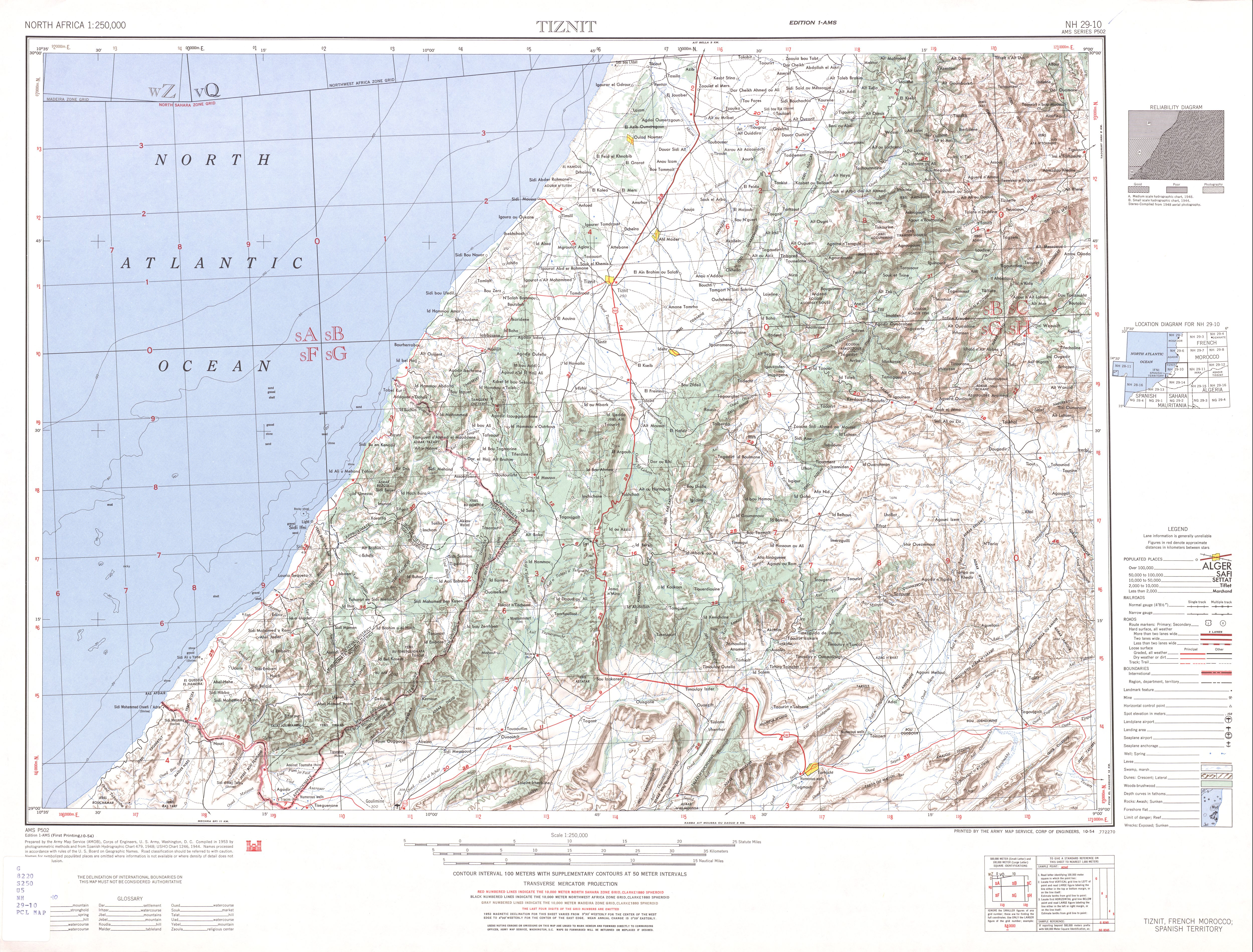
Karte zeigt Grenzen der früheren Provinz Ifni

Ifni ist eine ehemalige spanische Kolonie an der westafrikanischen Atlantikküste auf Höhe der Kanarischen Inseln, südlich von Agadir in Marokko.
Ifni war 1500 km² groß und hatte Ende der 1950er Jahre rund 24.000 Einwohner, mehrheitlich waren es Berber. Die Hauptstadt war Sidi Ifni (heute auch nur Ifni).

## Geschichte
Bereits 1476 wurde Ifni erstmals von Spanien annektiert. 48 Jahre später wurde es 1524 von den Berbern zurückerobert. Erst 1860 gelangte Ifni infolge des Vertrages von Tétouan vom 26. April 1860 (auch Vertrag von Wad-Ras genannt) wieder unter spanischen Anspruch.
Ein spanisch-französischer Vertrag von 1904 besagte, dass Frankreich Spanien Ifni und die Saquia el Hamra zu überlassen bereit war, doch blieb der Handel bis 1912 geheim. Militärisch besetzt wurde es von Spanien erst 1934.
Auch als Frankreich und Spanien 1956 Marokko in die Unabhängigkeit entließen, behielt Spanien neben den Enklaven Ceuta und Melilla auch Ifni sowie die Westsahara.
Von 1946 bis 1958 war Ifni Teil von Spanisch-Westafrika und anschließend spanische Überseeprovinz. Im Dezember 1957 scheiterten die Marokkaner im Ifni-Krieg mit dem Versuch, die Kolonie zu besetzen. 7000 bis 8000 spanische Soldaten hielten ein Gebiet, das wirtschaftlich praktisch wertlos war und gänzlich von der Versorgung aus den Kanarischen Inseln abhängig war. Erst 1969 wurde es an Marokko übergeben.

## Spanische Generalgouverneure für Ifni
- 1958–1961 Mariano Gómez Zamalloa y Quirce
- 1961–1964 Joaquín Agulla Jiménez Coronado
- 1964–1969 Adolfo Artelejo Campos

## Ifni in Kunst und Literatur
- 2004 erschien das Album Ifni der Berliner Band 17 Hippies. Das Titelstück wurde in Ifni geschrieben und verarbeitet die lokale Legende des Heiligen Sidi Ifni.